# Asefa Mengstu
Asefa Mengtsu (22 gennaio 1988) è un maratoneta etiope.

## Biografia
Nel 2010 ha partecipato ai campionati del mondo di mezza maratona, piazzandosi in quindicesima posizione e vincendo la medaglia di bronzo a squadre.

## Palmarès
| Anno | Manifestazione             | Sede    | Evento      | Risultato | Prestazione | Note |
| ---- | -------------------------- | ------- | ----------- | --------- | ----------- | ---- |
| 2010 | Mondiali di mezza maratona | Nanning | Individuale | 15º       | 1h02'30"    |      |
| 2010 | Mondiali di mezza maratona | Nanning | A squadre   | Bronzo    | 3h05'26"    |      |

## Campionati nazionali
2011
- 5º ai campionati etiopi, 10000 m piani - 28'58"2

## Altre competizioni internazionali
2010
- 6º alla Great Ethiopian Run ( Addis Abeba) - 29'40"

2011
- 4º alla Mezza maratona di Arezzo ( Arezzo) - 1h02'59"
- 7º alla Mezza maratona di Bologna ( Bologna) - 1h05'25"
- 4º alla Scalata al Castello ( Arezzo) - 28'41"

2013
- Oro alla Mezza maratona di Vadodara ( Vadodara) - 1h03'45"

2014
- 11º alla Maratona di Valencia ( Valencia) - 2h19'40"
- 9º alla Mezza maratona di Valencia ( Valencia) - 1h02'36"
- 9º alla Mezza maratona di Addis Abeba ( Addis Abeba) - 1h02'40"

2016
- Oro alla Maratona di Città del Capo ( Città del Capo) - 2h08'41"
- Oro alla Maratona di Bloemfontein ( Bloemfontein) - 2h11'16"
- Bronzo alla Mezza maratona di Port Elizabeth ( Port Elizabeth) - 1h01'36"

2017
- 7º alla Maratona di Londra ( Londra) - 2h10'04"
- Oro alla Maratona di Città del Capo ( Città del Capo) - 2h10'01"
- 4º alla Mezza maratona di Delhi ( Nuova Delhi) - 59'54"

2018
- 4º alla Maratona di Dubai ( Dubai) - 2h04'06"
- Oro alla Maratona di Seul ( Seul) - 2h08'11"
- 9º alla Mezza maratona di Copenaghen ( Copenaghen) - 1h00'01"
- 8º alla Mezza maratona di Yangzhou ( Yangzhou) - 1h02'56"

2019
- Bronzo alla Maratona di Chicago ( Chicago) - 2h05'48"
- Argento alla Maratona di Parigi ( Parigi) - 2h07'25"
- Bronzo alla Maratona di Dubai ( Dubai) - 2h04'24"

2020
- 7º alla Maratona di Tokyo ( Tokyo) - 2h07'23"

2021
- 14º alla Maratona di Boston ( Boston) - 2h12'11"

2022
- 10º alla Maratona di Parigi ( Parigi) - 2h08'30"